# Elisabeth Gerle

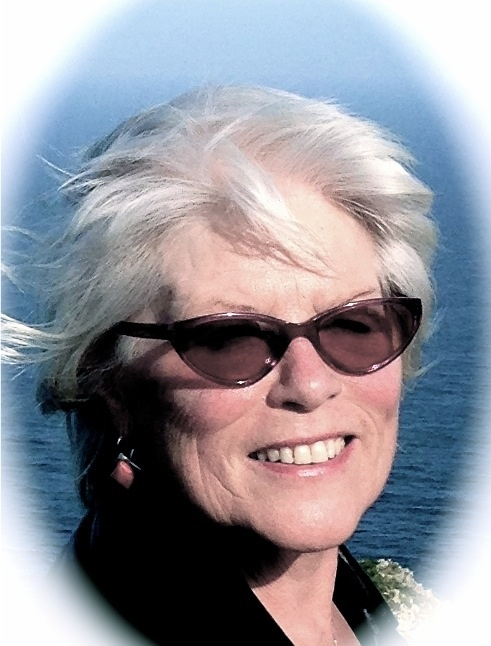
Elisabeth Gerle, 2013.

Elisabeth Gerle, född 8 december 1951, är präst och professor, författare och forskare. 

## Biografi
Sedan 2015 har Gerle verkat som professor i etik vid Centrum för teologi och religionsvetenskap, CTR, vid Lunds universitet, dit hon fortfarande är knuten.  Sedan 2019 har hon ingått i ett internationellt forskningsprojekt om Nordisk Skapelseteologi, det så kallade Polchreprojektet. Slutresultatet kommer att publiceras under 2024.  
Hon är också knuten som professor till Enskilda Högskolan i Stockholm.  
2009-2015 var hon adjungerad professor i etik, särskilt mänskliga rättigheter, vid Uppsala universitet. 
2005-2015 var hon forskare vid Svenska kyrkans forskningsenhet. 2001-2005 var hon rektor för Pastoralinstitutet i Lund och knuten till Raoul Wallenberginstitutet. 1999-2001 var hon lektor vid Malmö universitet där hon var kursansvarig för mänskliga rättigheter. 1987-1995 var hon gästforskare vid Princeton University, Center of International Studies i USA. 2014-2017 var hon under återkommande perioder gästforskare vid Stellenbosch Institute for Advanced Studies (STIAS) i Sydafrika. 
Elisabeth Gerle arbetade 1980-1983 som radioproducent vid Sveriges Radio i Stockholm, och frilansreporter 1989-1992, och var krönikör i Dagens Nyheter 1992-1995 och hon skriver för närvarande för Dagens Nyheters kultursida, och är krönikör i Sydöstran. 
Flera år turnerade hon med Jan Lundgren med vis- och jazzkonserter över hela landet och gav ut två album. Musiken finns på hennes hemsida www.elisabethgerle.se/musik. Hon framträdde även med Monica Dominique, och periodvis med Arne Domnerus. Den Stora Fredsresan, som ställde fem frågor till statsministrar och andra ledande politiker i mer än 100 FN-länder, avslutades med Folkens Toppmöte i FN i New York 1988. Fredsresan ville symboliskt markera att världens ledare är redovisningsskyldiga inför alla folk.  
Hon har tjänstgjort som  präst i Svenska Kyrkan i Lunds och Stockholms stift 1978-1992. 
Under åren 1984-1990 var Elisabeth Gerle ordförande för den svenska sektionen av Internationella Kvinnoförbundet för Fred och Frihet, IKFF. Ett stort globalt projekt var Den Stora Fredsresan 1985-1988 där hon var en av förgrundsgestalterna. I sin bok Allt är omöjligt. Och vi ger oss inte (2020) berättar hon personligt om kvinnorna bakom detta projekt, som initierades av IKFF tillsammans med Kvinnor för fred och Kristna fredsrörelsen och som stöddes av ett stort antal organisationer som Röda korset och Rädda barnen. 1985 fick hon en specialtjänst i Svenska kyrkan som fredspräst vilket fick Staffans stollar att fundera i Svenska dagbladet: Vad är då alla de andra? I boken berättar Gerle om hur hon tvingades avbryta Olof Palme när han just inlett sitt tal i Kungsträdgården i Stockholm, och om upprepade möten med FN:s generalsekreterare i New York och vid FN:s kvinnokonferens i Nairobi. 

## Utmärkelser, ledamotskap och priser
- Ledamot av Vetenskapssocieteten i Lund (LVSL, 2003)[3]